# Passignano sul Trasimeno
Passignano sul Trasimeno är en ort och kommun i provinsen Perugia i regionen Umbrien i Italien. Kommunen hade 5 672 invånare (2018).
Orten ligger på platsen för slaget vid Trasimenska sjön mellan Rom och Kartago, under det andra puniska kriget, vilket är en av Hannibals mest berömda segrar. På orten finns ett museum om slaget.